# Capital Group Companies
Capital Group Companies, Inc. er en amerikansk formueforvaltningsvirksomhed, der har aktiver under forvaltning for over 2,2 billioner USD.
Capital Group udbyder produkter indenfor forvaltning af aktiver, som inkluderer over 40 kapitalfonde.
I 1931 etablerede Jonathan Bell Lovelace et investeringsfirma, Lovelace, Dennis & Renfrew, der i dag kendes som Capital Group.